# 南黑文鎮區 (堪薩斯州索姆奈縣)
南黑文鎮區（英語：South Haven Township）為美國堪薩斯州索姆奈縣轄下的鎮區。2010年美国人口普查中此鎮區人口有567人。

## 地理
南黑文鎮區涵蓋總面積為139.9平方（54.01平方英里），其中陸地面積為139.9平方（54.01平方英里），水域面積為0平方（0.00平方英里）或0.00%。

## 人口統計
根據2010年美國人口普查，南黑文鎮區人口有567人，其中男性有287人，女性有280人，人口密度為每平方公里4.05人，住房計282戶。鎮區內的白人有540人，非裔美國人有1人，美洲原住民有10人，亞裔美國人有1人，太平洋島裔美國人有0人，其他種族有8人，混血種族則有7人。此外鎮區內有28人為西班牙裔或拉丁裔美國人。此鎮區之年齡中位數為41.5歲，而男性年齡中位數為38.6歲，女性年齡中位數為43.2歲。

## 交通

### 主要公路
- 81號美國國道
- 166號美國國道
- 177號美國國道